# 2015 في الهند
فيما يلي قوائم الأحداث التي وقعت خلال عام 2015 في الهند.

## أحداث
- 1 مايو – موجة الحر الهندية 2015
- 25 أبريل – زلزال نيبال 2015

## أفلام
من الأفلام التي صدرت هذه السنة في الهند:
- 1 يناير – ألون من إخراج Bhushan Patel [الإنجليزية]‏.
- 1 يناير – المذاق من إخراج Rajeevnath [الإنجليزية]‏.
- 1 يناير – بومباي المخملية من إخراج أنوراج كاشياب.
- 1 يناير – جمرة من إخراج M. Padmakumar [الإنجليزية]‏.
- 1 يناير – داناك من إخراج ناجيش كوكونور.
- 1 يناير – دلوالي من إخراج روهيت شيتي.
- 1 يناير – دوللي كي دولي
- 1 يناير – روي من إخراج Vikramjit Singh  [لغات أخرى]‏.
- 1 يناير – سينغ إز بلينغ من إخراج برابهو ديفا.
- 1 يناير – فانتوم من إخراج كبير خان.
- 1 يناير – فير سي... من إخراج كونال كوهلي.
- 1 يناير – كاتي باتي من إخراج Nikkhil Advani [الإنجليزية]‏.
- 1 يناير – ماسان من إخراج Neeraj Ghaywan [الإنجليزية]‏.
- 23 يناير – جبار إيز باك من إخراج Krish Jagarlamudi [الإنجليزية]‏.
- 16 أبريل – بي كي من إخراج راجكومار هيراني.[1]
- 16 أبريل – مستر إكس من إخراج فيكرام بهات.[2]
- 8 مايو – بيكو من إخراج Shoojit Sircar [الإنجليزية]‏.
- 17 يوليو – باجرانغي بهايجان من إخراج كبير خان.[3]
- 31 يوليو – رؤية من إخراج Nishikant Kamat [الإنجليزية]‏.[4]
- 14 أغسطس – الإخوة من إخراج Karan Malhotra [الإنجليزية]‏.[5]
- 21 أغسطس – مانجي - رجل الجبل من إخراج Ketan Mehta [الإنجليزية]‏.
- 16 أكتوبر – جسر الجواسيس من إخراج ستيفن سبيلبرغ.[6]
- 22 أكتوبر – شاندار من إخراج فيكاس باهل.[7]
- 11 نوفمبر – بريم راتان دان بايو من إخراج Sooraj Barjatya [الإنجليزية]‏.
- 4 ديسمبر – باجيراو ماستاني من إخراج سانجاي ليلا بهنسالي.

## برامج ومسلسلات وأنمي
- باليكا فادهو

## وفيات

### يونيو
- 23 يونيو – نيرمالا جوشي (مواليد 1934)[8]
- 24 يونيو – رقية حسن (مواليد 1931) لغويّة هندية.[9]

### يوليو
- 5 يوليو – زبيدة حبيب رحمة الله (مواليد 1917)
- 27 يوليو – أبو بكر زين العابدين عبد الكلام (مواليد 1931) عالم فيزياء و رئيس هندي أسبق.[10]
- 30 يوليو – يعقوب مأمون (مواليد 1962) مجرم هندي.[11]

### نوفمبر
- 22 نوفمبر – صلاح الدين قادر تشودري (مواليد 1949)
- 22 نوفمبر – علي أحسن محمد مجاهد (مواليد 1948) سياسي بنغلاديشي.